# Ашшур-рабі II
Ашшур-рабі II (аккад. Ашшур великий) — цар Ассирії, правив приблизно в 1013-972 до н. е..

## Життєпис
Був, очевидно, молодшим сином Ашшур-націр-апала I. Зайняв престол після смерті свого старшого брата Салманасара II і свого племінника Ашшур-нірарі IV.
Правління його почалося не зовсім вдало. Два фрагменти з Ассирійського царського списку повідомляють нам про те, що в правлінні Ашшур-рабі II арамеї захопили територію у верхній течії Євфрату, а саме міста Пітру та Муткіну, які були свого часу захоплені та колонізовані Тіглатпаласаром I і протягом століття була частиною Ассирійської держави. У відповідь Ашшур-рабі II організував до Середземного моря, де в горах Аталур він поставив свою переможну стелу.
Правив 41 рік, але попри цей величезний період, чи не найбільший в історії Ассирії, відомостей від часу його правління збереглося небагато.